# Ozyptila inaequalis
Ozyptila inaequalis là một loài nhện trong họ Thomisidae.
Loài này thuộc chi Ozyptila. Ozyptila inaequalis được Wladislaus Kulczynski miêu tả năm 1901.